# Moonrise
Moonrise is een Amerikaanse film noir uit 1948 onder regie van Frank Borzage. Destijds werd de film in Nederland uitgebracht onder de titel Geschanktvlekt.

## Verhaal
De zoon van een veroordeelde moordenaar kan de schande niet meer verdragen. Hij vlucht en doodt een van zijn belagers in een opwelling van woede. Als hij niet hetzelfde lot wil ondergaan als zijn vader, moet hij de gevolgen van zijn daden onder ogen zien.

## Rolverdeling
| Acteur             | Personage       |
| ------------------ | --------------- |
| Dane Clark         | Danny Hawkins   |
| Gail Russell       | Gilly Johnson   |
| Ethel Barrymore    | Grootmoeder     |
| Allyn Joslyn       | Clem Otis       |
| Rex Ingram         | Mose            |
| Harry Morgan       | Billy Scripture |
| David Street       | Ken Williams    |
| Selena Royle       | Tante Jessie    |
| Harry Carey jr.    | Jimmy Biff      |
| Irving Bacon       | Judd Jenkins    |
| Lloyd Bridges      | Jerry Sykes     |
| Houseley Stevenson | Oom Joe Jingle  |
| Phil Brown         | Elma            |
| Harry Cheshire     | J.B. Sykes      |
| Lila Leeds         | Julie           |